# THEM6
THEM6 (англ. Thioesterase superfamily member 6) – білок, який кодується однойменним геном, розташованим у людей на 8-й хромосомі. Довжина поліпептидного ланцюга білка становить 208 амінокислот, а молекулярна маса — 23 865.
| 10         |  | 20         |  | 30         |  | 40         |  | 50         |
| ---------- |  | ---------- |  | ---------- |  | ---------- |  | ---------- |
| MLGLLVALLA |  | LGLAVFALLD |  | VWYLVRLPCA |  | VLRARLLQPR |  | VRDLLAEQRF |
| PGRVLPSDLD |  | LLLHMNNARY |  | LREADFARVA |  | HLTRCGVLGA |  | LRELRAHTVL |
| AASCARHRRS |  | LRLLEPFEVR |  | TRLLGWDDRA |  | FYLEARFVSL |  | RDGFVCALLR |
| FRQHLLGTSP |  | ERVVQHLCQR |  | RVEPPELPAD |  | LQHWISYNEA |  | SSQLLRMESG |
| LSDVTKDQ   |  |            |  |            |  |            |  |            |

A: Аланін

C: Цистеїн

D: Аспарагінова кислота

E: Глутамінова кислота

F: Фенілаланін

G: Гліцин

H: Гістидин

I: Ізолейцин

K: Лізин

L: Лейцин

M: Метіонін

N: Аспарагін

P: Пролін

Q: Глутамін

R: Аргінін

S: Серин

T: Треонін

V: Валін

W: Триптофан

Кодований геном білок за функцією належить до фосфопротеїнів. 
Секретований назовні.